# Queen Rocks - The Video
Queen Rocks - The Video è una VHS dei Queen, pubblicata nel 1997 dalla band, in concomitanza con l'album Queen Rocks.
Contiene i video delle canzoni più "rock" della band,  più l'inedito di "No-One but You (Only the Good Die Young)", brano scritto dai tre componenti del gruppo rimasti in vita in memoria di Lady Diana e Freddie Mercury.

## Tracce
1. Tie Your Mother Down (Through the Years)
2. It's Late
3. Headlong
4. Now I'm Here
5. I Want It All
6. Tear It Up
7. One Vision (Extended Vision)
8. I'm In Love With My Car
9. We Will Rock You
10. Seven Seas of Rhye
11. Hammer to Fall
12. Keep Yourself Alive
13. Stone Cold Crazy
14. Put Out the Fire
15. Sheer Heart Attack
16. Fat Bottomed Girls
17. No-One but You (Only the Good Die Young)
18. I Can't Live With You (titoli di coda)
19. The Making Of No-One but You (traccia bonus)